# Guerquesalles
Guerquesalles település Franciaországban, Orne megyében. Lakosainak száma 133 fő (2022. január 1.). Guerquesalles Vimoutiers, Fresnay-le-Samson, Camembert, Roiville és Ticheville községekkel határos.

## Népesség
A település népességének változása:
| Lakosok száma | 130  | 133  | 139  | 135  | 134  | 134  | 134  | 133  | 133  |
|               | 2013 | 2015 | 2016 | 2017 | 2018 | 2019 | 2020 | 2021 | 2022 |